# Hidefumi Akino
Hidefumi Akino (秋乃秀文) est un mangaka japonais spécialisé dans le hentai.

## Œuvres
- Flattery Older Sister - 媚姉
- Seduction - 誘惑